# NK Hajduk Pridraga
NK Hajduk je nogometni klub iz Pridrage.
Trenutačno se natječe u 1. ŽNL Zadarske županije.
Klub se za vrijeme Domovinskog rata nije gasio. Za vrijeme progonstva domaće utakmice su igrane u Zadru na igralištu Bagata, također i u Bibinjama.
Dana 13. kolovoza 1996. Hajduk iz Pridrage je odigrao utakmicu 1/16 finala Hrvatskog nogometnog kupa 1995./96. s imenjakom iz Splita i izgubio 1:6. Golove za Hajduk Split postigli su Mass Sarr (3), Zlatko Dalić, Kazimir Vulić (ušao kao zamjena Daliću), i Goce Sedloski, dok je za Hajduk Pridraga strijelac bio Krešimir Čulina. Utakmica nije odigrana u Pridragi jer igralište Hajduka nakon okupacije je bilo devastirano.
Utakmica je odigrana u Zadru na stadionu Stanovi.
Dva puta Hajduk Pridraga je bio na pragu ulaska u 3. HNL – Jug: 2005. i 2018.

## Uspjesi
- 1. ŽNL Zadarska: 2004./05., 2007./08., 2017./18.